# لیبرترینیسم چپ
لیبرترینیسم چپ (به انگلیسی: Left-libertarianism)، که به لیبرترینیسم مساوات‌خواه،‏ لیبرترینیسم جناح چپ‏ یا لیبرترینیسم سوسیال‏ نیز شناخته می‌شود، یک فلسفه سیاسی و نوعی از لیبرترینیسم است که روی آزادی فردی و برابری اجتماعی تأکید می‌ورزد. لیبرترینیسم چپ نمایان‌گر چندین رویکرد مرتبط و در عین حال متمایز با نظریات سیاسی و اجتماعی است. در کاربرد کلاسیک، این اصطلاح عبارت از انواع پاداقتدارگرایی سیاست‌های جناح چپ مانند آنارشیسم، خصوصاً آنارشیسم سوسیال است که طرفدارانش آن را صرفاً لیبرترینیسم می‌نامند. در ایالات متحده آمریکا این تفکر نشان دهنده جناح چپ جنبش لیبریترین و جایگاه‌های سیاسی مرتبط با فیلسوفان دانشگاه همچون «هیلل استینر»، فیلیپ فان پاریس و «پیتر ولنتاین» می‌باشد که خویش‌فرمانی را با رویکرد مساوات طلبانه به منابع طبیعی ترکیب می‌کند. این کار به‌منظور تفکیک دیدگاه‌های لیبرترین در مورد ماهیت مالکیت و سرمایه، معمولاً در امتداد مرزهای فکری چپ و راست یا سوسیالیست-کپیتالیست انجام می‌شود.
لیبرترین چپ سوسیالیست درحالیکه برای مالکیت شخصی احترام کامل دارد، اما مخالف سرمایه‌داری و مالکیت خصوصی ابزارهای تولید هست. لیبرترین‌ها نسبت به مالکیت خصوصی منابع طبیعی بدبین یا کاملاً در مخالفت با آن قرار دارند. و برخلاف لیبرترین‌های راست استدلال می‌کنند که نه ادعا و نه اختلاط کار یک فرد با منابع طبیعی برای کسب حقوق مالکیت خصوصی کامل کافی است. بر این باورند که منابع طبیعی باید به شیوهٔ برابرطلبانه نگهداری شوند که خواه بدون مالکیت باشد یا به‌صورت مالکیت جمعی. لیبرترین‌های چپ که که در برابر مالکیت خصوصی نرم‌تر هستند، نورم‌ها و نظریات مختلف مالکیت مانند حق انتفاع را حمایت می‌کنند، یا تحت شرایطی به مردم محل یا حتی جامعه جهانی مانند «مکتب اشتاینر ولنتاین» جبران خساره بپردازد.
انارشیزم بازار جناح چپ (یا لیبرترینیسم چپ مبتنی بر بازار)، از جمله موچوالیزم (همزیستی متقابل) پیر-ژوزف پرودون و اگوریسم «ساموئل کانکین سوم»، به‌نگرانی‌های جناح چپ مانند طبقات، مساوات‌خواهی، محیط زیست گرایی، جنسیت، مهاجرت و جنسیت در الگو ضدسرمایه‌داری بازار آزاد. هرچند، لیبرترینیسم در ایالات متحده آمریکا به لیبرترینیسم کلاسیک و منارشیسم مرتبط شده و با در نظر داشتن اینکه لیبرترینیسم راست بیش از لیبرترینیسم چپ شناخته شده‌است، استفاده سیاسی از این اصطلاح تا آن زمان منحصراً با ضدسرمایه‌داری، سوسیالیسم لیبرترینیسم و آنارشیسم سوسیال گره خورده بود. در بیشتر نقاط جهان چنین انجمن و سازمانی هم‌چنان غالب و برجسته است.

## تعریف

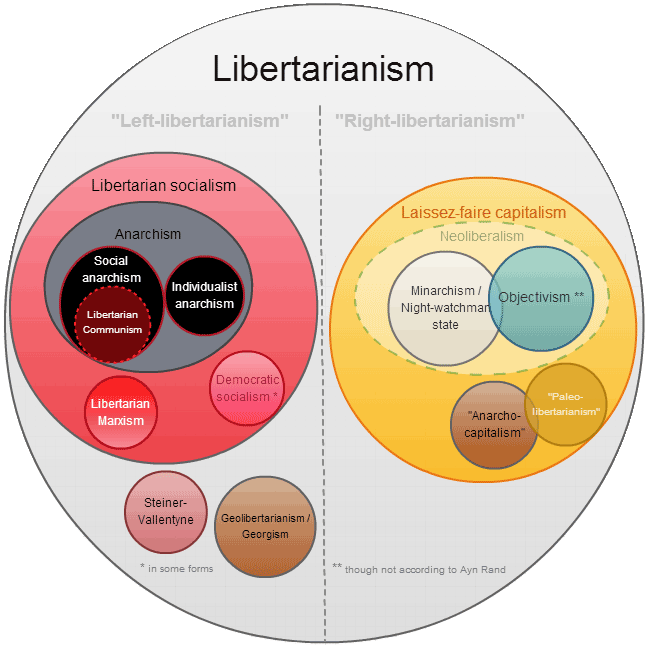
یک دیاگرام گروه لیبرترینی

افرادی که به مثابه لیبرترین راست یا لیبرترین چپ توصیف می‌شوند، عموماً بر این تمایل دارند که خود را صرفاً لیبرترین بنامند و از فلسفه آن‌ها به‌عنوان لیبرترینیسم یاد کنند. بادرنظرداشت این موضوع، برخی نویسندگان و دانش‌مندان علوم سیاسی انواع لیبرترینیسم را به دو گروه؛ لیبرترینیسم راست و لیبرترینیسم چپ طبقه‌بندی می‌کنند تا دیدگاه‌های لیبرترین‌ها را درمورد ماهیت مالکیت و سرمایه متمایز سازند. در ایالات متحده آمریکا ضدسرمایه‌داری بازار آزاد به‌صورت آگاهانه خود را لیبرترین‌های راست و بخشی از لیبرترین چپ می‌نامند.
به‌طور سنتی، لیبرترین اصطلاحی بود که توسط کمونیست لیبرترین کمونیستی فرانسوی و ژوزف دژاک، سردبیر روزنامه «لی لیبرتیر» ابداع شد که به‌معنای نوعی از سیاست‌های جناح چپ است و از اواسط تا اواخر قرن نوزدهم اغلباً برای اشاره به آنارشیسم و سوسیالیسم لیبرترین از اواسط تا اواخر قرن نوزدهم. به‌کار می‌رفت. «سباستین فاور»، یکی دیگر از کمونیست لیرترین فرانسوی، در اواسط دهه ۱۸۹۰ میلادی، انتشار روزنامه جدیدی با عنوان «لی لیبرتیر» را آغاز کرد. این کار درحالی صورت گرفت که جمهوری سوم فرانسه قوانین به اصطلاح «شریر» را وضع کرد که منشورهای آنارشیستی را در فرانسه ممنوع کرد. براساس گفته «آنتونی کومگنا» از مؤسسه کیتو، بنجامین تاکر، سوسیالیست لیبرترین، اولین آمریکایی بود که در اواخر دهه ۱۸۷۰ و اوایل دهه ۱۸۸۰ اصطلاح لیبرترین را به‌کار برد.
لیبرترینیسم چپ به‌عنوان یک اصطلاح برای نامیدن انواع مختلف فلسفه‌های اقتصادی و سیاسی که روی آزادی فردی تأکید می‌ورزند، به‌کار می‌رود. با توسعه و پیشرفت مدرن لیبرترین راست، اصطلاح لیبرترین در اواسط قرن بیستم از سرمایه‌داری لسه فر و حقوق قاطع مالکیت خصوصی مانند زمین، زیرساخت‌ها و منابع طبیعی حمایت کرد. لیبرترینیسم چپ بیشتر برای تفکیک میان این دو نوع، خصوصاً در رابطه به حقوق مالکیت، به‌کار رفته‌است.

## اصطلاح‌شناسی
ژوزف دژاک اولین کسی بود که ایده‌های لیبرترین را با استفاده از اصطلاح لیبرترین ترتیب و تدوین نمود. فیلسوفان بعدی که در جناح چپ بودند، جزئیاتی را در فلسفه سیاسی او اضافه کردند تا نگرش‌ها و باورهای مربوط به سوسیالیزم بدون دولت را مطالعه و مستندسازی نمایند. دژاک نیز این مفهوم را کمونیسم لیبرترین نامید.
لیبرترینیزم چپ به عنوان یک اصطلاح، توسط برخی از تحلیل‌گران سیاسی، استادان دانشگاه و اعضای رسانه‌ها، به‌ویژه در ایالات متحده، به‌کار رفت تا فلسفه لیبرترین را که، علاوه بر حمایت از دولت محدود و مالکیت خودی که در دو نوع لیبرترین مشترک است، حمایت از سرمایه‌داری بازار آزاد و حق مطلق بر مالکیت را نیز توصیف نماید.
«پیتر والنتاین»، لیبرترین چپ را به‌عنوان نوعی از لیبرترینیسم توصیف می‌کند که معتقد است «منابع طبیعی تخصیص نیافته به شیوه‌ای مساوات خواهانه به هر فرد تعلق دارد». منابع در اصل دارایی مشترک هستند. همین‌گونه، «شارلوت» و «لاورنس بیکر» معتقدند که لیبرترینیسم چپ اغلب به موقعیت سیاسی اشاره دارد که در آن منابع طبیعی در اصل مالکیت مشترک به حساب می‌آیند.
حامیان و پیروان «ساموئل ادوارد کونکین سوم» که اگوریسم را نوعی از لیبرترینیسم چپ و شاخه استراتژیک آنارشیسم بازار جناج چپ می‌داند، اصطلاحی را به‌کار می‌برد که از سوی «رودریک تی. لانگ»، که لیبرترینیسم چپ را اینگونه توصیف می‌کند: «ادغام، یا من ادعا می‌کنم، ادغام مجدد لیبرترینیسم با نگرانی‌های که به‌طور سنتی به‌عنوان دغدغه‌های چپ تلقی می‌شود. لیبرترینیسم چپ شامل نگرانی‌ها برای توانمندسازی کارگران، نگرانی درباره پلوتوکراسی، نگرانی‌ها درباره فیمینزم و انواع مختلف برابری اجتماعی می‌گردد».

## فلسفه

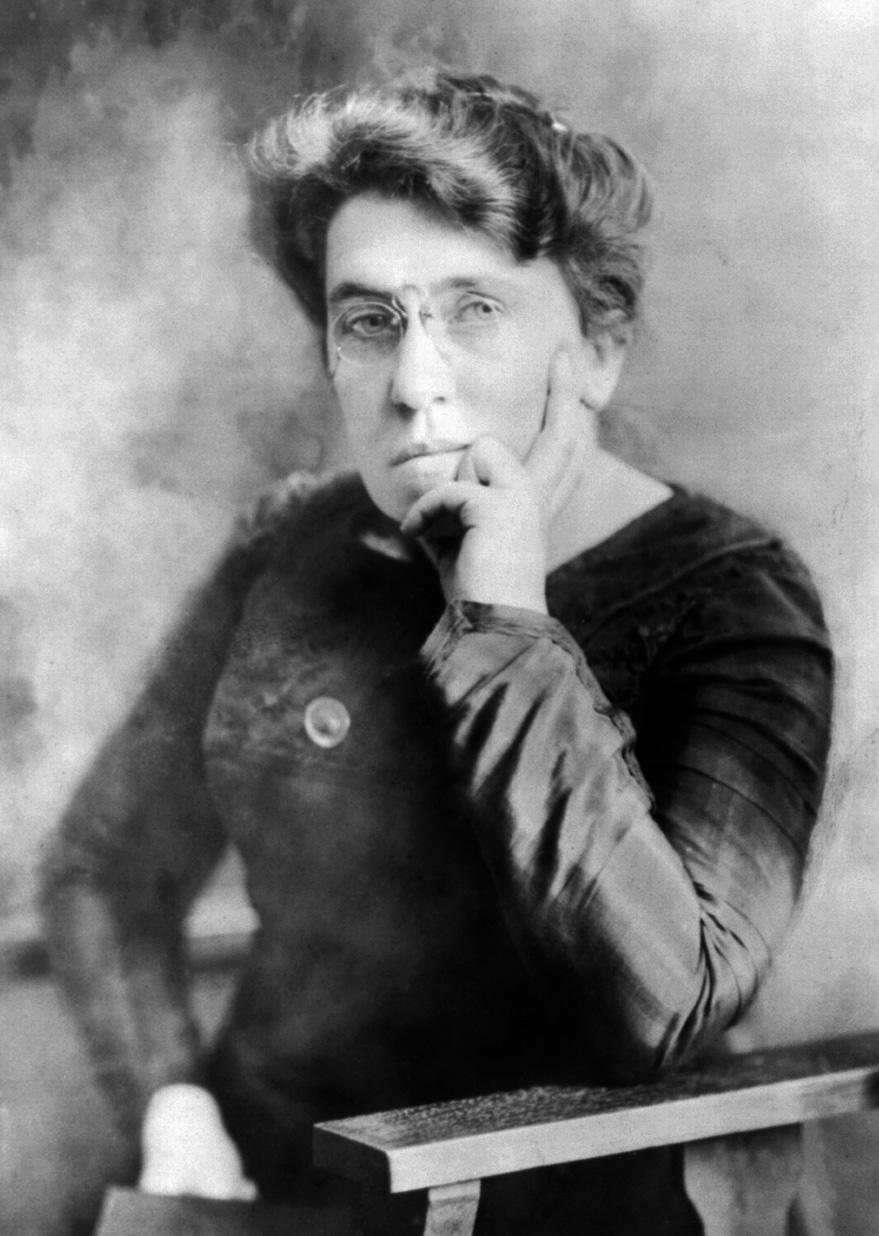
اما گلدمن فعال سیاسی و نویسنده آنارشیست بود. وی در نیمه اول قرن ۲۰، در آمریکای شمالی و اروپا، نقشی محوری در توسعه فلسفه سیاسی آنارشیسم داشت

تمامی لیبرترین‌ها با مفهوم خودمختاری شخصی شروع می‌کنند که از آن به نفع آزادی‌های مدنی و کاهش یا حذف دولت استدلال می‌نمایند، لیبرترینیسم چپ شامل آن دسته از باورهای لیبرترین است که ادعا می‌کنند منابع طبیعی زمین به شیوهٔ مساوات خواهانه، هم به‌صورت بدون مالکیت هم به‌گونه مالکیت جمعی، متعلق به همه است.
به‌طور سنتی، مکاتب لیبرترین چپ، کمونیست و «طرفدار امحاء بازار» است و از جایگزینی پول با کوپن‌های کارگری یا برنامه‌ریزی غیرمتمرکز حمایت می‌کند. لیبرترین‌های چپ معاصر همچون: «هیلل اشتاینر»، ولنتاین پیتر، فیلیپ فان پاریس، «مایکل اوتسوکا» و «دیوید الرمن» معقتد اند که تصاحب زمین باید برای دیگران «کافی و خوب» باشد یا برای جبران اثرات محرومیت مالکیت خصوصی از سوی جامعه مالیاتی وضع شود. لیبرترین‌های سوسیالیست مانند آنارشیست‌ها (آنارشیست‌های سبز، آنارشیست‌های فردگرا و آنارشیست‌های سوسیال) و مارکسیست‌های لیبرترین (کمونیسم شورایی‌ها، دی لئونیست‌ها و لوکزامبورگیست‌ها) حق انتفاع و نظریه‌های اقتصادی سوسیالیست شامل جمع‌گرایی، موچوالیسم و سندیکالیزم بهبود و توسعه می‌بخشند. این‌ها از دولت به دلیل اینکه مدافع مالکیت خصوصی است، انتقاد می‌کنند و معتقدند که سرمایه‌داری، برده‌داری مزدی را به دنبال دار.

### خودمختاری شخصی
لیبرترینیسم چپ مانند آنارشیزم، آزادی را به‌عنوان شکلی از خودمختاری تلقی می‌کند که پل گودمن آن را به مثابه «توانایی آغاز یک کار و انجام آن به روش خود، بدون دستور از طرف مقامات که آن‌ها مشکل حقیقی و موجودیت ابزار را نمی‌دانند» تعریف می‌کند. تمامی آنارشیست‌ها مخالف اقتدار سیاسی و قانونی هستند، ولی طیف‌های جمعی هم‌چنان با اقتدار اقتصادی مالکیت خصوصی مخالف اند. این انارشیست‌های سوسیال روی کمک متقابسل تأکید می‌ورزند، درحالیکه انارشیست‌های فردگرا از خویش‌فرمانی بیشتر ستایش می‌کنند.